# Lynn Schooler
Lynn Schooler (* 1954) lebt seit seiner Jugend in Juneau, Alaska, USA. Als renommierter Expeditionsführer, Trapper und Fischer bietet Schooler Interessierten Beobachtungs- und Fototouren durch die Wildnis Alaskas an, unter anderem auf seinem Boot „Wilderness Swift“ (Wildnissegler). Er ist Fotograf und zudem Autor zweier Bücher mit völlig unterschiedlichen Sujets.
Schooler war gezwungen, einen Teil seiner Jugend wegen einer idiopathischen Adoleszentenskoliose (Rückgratverkrümmung) vom Hals bis zur Hüfte mit einem Korsett zu leben. Dies führte zu einer Isolierung von Gleichaltrigen und zu einem Leben als Einsiedler. Nach dem Umzug seiner Familie nach Alaska begeisterte er sich für die überwältigende Natur. Sein persönliches Schicksal, der Verlust der Freundin durch einen Serienmörder, der Verlust des Vaters durch den Krebs und der Verlust des langjährigen Freundes durch den Angriff eines Bären, bilden das Motiv für sein erstes Buch.

„Für Schooler ist Alaska der einzige Weg zu leben - in enger Nähe zur Natur, Leben und Tod, den Jahreszeiten und wilden Tieren. Er sieht darin eine Metapher für unser eigenes Leben, eine Möglichkeit, mit dem in Kontakt zu bleiben, was uns wirklich ausmacht. Ohne die Ablenkungen eines städtischen Lebensstils.“

„The Blue Bear“ (deutscher Titel: „Die Spur des Blauen Bären“) erschien bei Harper Collins, die deutsche Ausgabe bei Hanser. Es erzählt von der nahezu obsessiven Suche nach den legendären blauen Bären. Dabei handelt es sich um eine extrem seltene Abart des Schwarzbären, die ausschließlich entlang der Küste zwischen Alaska und der kanadischen Provinz British Columbia leben. Das teilweise poetische Buch enthält eine Vielzahl naturkundlicher Informationen, beschreibt eine großartige Kulisse und vermittelt einen Eindruck von der Vergänglichkeit.
Der gleichsam als Trauerarbeit und Gedenken intendierte Buchinhalt dokumentiert gleichzeitig die Freundschaft zu dem 1996 umgekommenen preisgekrönten Naturfotografen Michio Hoshino, mit dem Schooler über Jahre in Alaska unterwegs gewesen ist. Hoshino starb jedoch Jahre bevor Schooler den blauen Bären zu Gesicht bekam.
Schooler begann selbst mit der Naturfotografie, Hoshino gab seine Kenntnisse an ihn weiter: "Er lehrte mich, mit den Augen zu schauen, aber mit dem Herzen zu sehen", sagte Schooler. "Das war eine sehr wichtige Lektion für mich. Mehr als nur Fotografie." Mittlerweile hat Schooler zum wiederholten Mal den Großen Preis für Wildnisfotografie des Alaska Magazine (USA) sowie den Großen Preis für Wildnisfotografie von National Wildlife (USA) gewonnen.
In seinem zweiten Buch "The Last Shot" dokumentiert Schooler den letzten abgegebenen Schuss des Amerikanischen Bürgerkrieges (1861–1865). Darin geht es um das Segelschiff CSS Shenandoah der konföderierten Armee der amerikanischen Südstaaten, das im Herbst 1864 den Auftrag erhielt, in großem Umfang Walfangschiffe der Nordstaaten zu zerstören. Durch die lange Anfahrt des Schiffes und den fehlenden Kontakt zum Land wurde der letzte Schuss des Sezessionskrieges erst Monate nach der Kapitulation des Südens in den Gewässern um die Insel Little Diomede Island abgegeben. Diese Insel liegt vor Alaska.